# Claus Schiprowski
Claus Schiprowski (República Federal Alemana, 27 de diciembre de 1942) es un atleta alemán retirado, especializado en la prueba de salto con pértiga en la que llegó a ser subcampeón olímpico en 1968.

## Carrera deportiva
En los JJ. OO. de México 1968 ganó la medalla de plata en el salto con pértiga, con un salto por encima de 5.40 metros, tras el estadounidense Bob Seagren (también 5.40 metros pero en menos intentos) y por delante del alemán Wolfgang Nordwig (también 5.40 m pero en más intentos).